# Sperber (Schiff, 1889)
Die Sperber war das zweite und letzte Schiff der Schwalbe-Klasse, einer Klasse von zwei Kreuzern IV. Klasse der Kaiserlichen Marine. 1899 wurde das Schiff zum Kleinen Kreuzer und 1911 zum Kanonenboot umklassifiziert. Die Sperber war speziell für den Auslandsdienst gebaut und gehört zu den Schiffen der Kaiserlichen Marine mit dem längsten ununterbrochenen Auslandsaufenthalt.

## Bau
Mit dem Bau des Kreuzers „B“ wurde im September 1887 auf der Kaiserlichen Werft in Wilhelmshaven begonnen, nachdem die Helling des Typschiffs Schwalbe frei geworden war. Der Stapellauf des Neubaus fand am 23. August 1888 statt, ein Jahr und eine Woche nach der Schwalbe. Das Schiff wurde dabei vom Inspekteur der Marine-Artillerie, Kapitän zur See Franz Mensing, auf den Namen Sperber getauft.

## Einsatz
Die Sperber wurde am 2. April 1889 erstmals in Dienst gestellt, um Probefahrten durchzuführen. Diese erstreckten sich bis zum 7. Juni. Ursprünglich war geplant, das Schiff anschließend nach den Samoainseln zu entsenden. Dort war es im November 1888 zu gewalttätigen Unruhen der Bevölkerung gekommen, auch die Spannungen zwischen den Vereinigten Staaten, Großbritannien und dem Deutschen Reich um die koloniale Besitzfrage der Inseln hatten sich verschärft. Nachdem am 15. und 16. März 1889 durch einen Zyklon die US-amerikanischen Schiffe Trenton und Vandalia sowie die deutschen Adler und Eber im Hafen von Apia zerstört worden waren, beruhigte sich die Situation wieder und die Streitigkeiten wurden schließlich auf der am 14. Juni beginnenden Berliner Samoa-Konferenz vorerst beigelegt. Eine Entsendung der Sperber war daher nicht mehr notwendig und der Kreuzer wurde nach Abschluss der Probefahrten vorübergehend außer Dienst gestellt.

### Erster Auslandsaufenthalt

#### Dienst in Ostafrika
Bereits am 20. August wurde die Sperber wieder aktiviert, um nun doch die Südseestation zu übernehmen. Das Schiff verließ am 4. September Kiel. Als es am 13. Oktober Aden erreichte, fand es den Befehl vor, zunächst nach Deutsch-Ostafrika zu verlegen. Dort waren aufgrund des „Araberaufstandes“ mehrere Kriegsschiffe stationiert, die Leipzig und Pfeil jedoch abgezogen worden. Die Sperber erreichte am 26. Oktober Sansibar, wurde jedoch nicht dem Kreuzergeschwader unterstellt.
Nachdem das Schiff zunächst eine Grenzfestlegung im Gebiet zwischen dem Tana und dem Juba sowie mehrere Flaggenhissungen durchgeführt hatte, wurde die Sperber ab dem 1. November zu Einsätzen gegen die Aufständischen eingesetzt. Dabei wurde auch das Landungskorps des Kreuzers mehrfach tätig. Am 4. Dezember hieß der Kommandant des Schiffes, Korvettenkapitän Max Foss, in seiner Funktion als „Ältester Seeoffizier der Ostafrikanischen Station“ die Stanley-Expedition in Bagamoyo im Namen des Kaisers willkommen.

#### Dienst in der Südsee
Erst am 22. April 1890 setzte die Sperber ihre Fahrt in die Südsee fort. Nach einem Zwischenaufenthalt in Melbourne wurde Sydney angelaufen, wo ein Zusammentreffen mit der Alexandrine stattfand und nötige Überholungsarbeiten durchgeführt wurden. Am 30. Juli erreichte der Kreuzer Apia. In den folgenden Wochen unternahm die Sperber eine Erkundungsreise durch die Marshallinseln, die am 5. Oktober mit dem erneuten Einlaufen in Apia endete. Am 19. Dezember fand vor Samoa ein Zusammentreffen mit dem Ostasiengeschwader statt.
Anfang Januar 1891 erfolgte die Errichtung und Einweihung eines Denkmals für die am 18. Dezember 1888 nahe Vailele im Gefecht mit samoanischen Truppen gefallenen deutschen Marineangehörigen. Anschließend lief die Sperber Sydney an, wo vom 24. Januar bis zum 21. März nötig gewordene Reparaturen durchgeführt wurden. Die Rückfahrt nach Apia wurde nicht direkt, sondern mit Zwischenstationen in verschiedenen Häfen des Bismarck-Archipels, der Marschall- und der Gilbertinseln durchgeführt. Auf Butaritari wurde gegen die einheimische Bevölkerung vorgegangen, da es zu Auseinandersetzungen mit deutschen Händlern gekommen war. Der Kreuzer erreichte am 6. Juni Apia und hielt sich bis zum 15. Dezember im dortigen Hafen auf.
Anfang 1892 ging das Landungskorps der Sperber auf Tabiteuea erneut gegen Einheimische vor, die Übergriffe auf deutsche Händler zu verantworten hatten. Es folgte eine erneute Rundreise durch die Marschall-Inseln. Anschließend lief das Schiff unter anderem Butaritari und Matupi an. Vom 3. März bis zum 3. Mai wurde eine Überholung des Schiffs in Sydney durchgeführt. Nach deren Abschluss lag die Sperber vom 17. Mai an bis zum 1. November wieder vor Apia. Die Liegezeit musste lediglich zu einer erneut notwendig gewordenen Reparatur in Sydney unterbrochen werden. Während einer weiteren Rundreise durch die Kolonie Deutsch-Neuguinea wurden neben verschiedenen Häfen der Marschall-Inseln auch Nukufetau und Herbertshöhe sowie Friedrich-Wilhelms-Hafen angelaufen. Letzteren Hafen musste die Sperber bei ihrer Ankunft am 5. Januar 1893 umgehend wieder verlassen, da eine Fieberepidemie an Land grassierte. Über die Admiralitätsinseln und Matupi erreichte das Schiff am 6. Februar wiederum Sydney.
Ab dem 18. April hielt sich die Sperber wieder vor Apia auf. Die auf Samoa wieder aufgeflammten Kämpfe bedrohten auch die ansässigen Europäer, weshalb das Landungskorps des Kreuzers zu deren Schutz eingesetzt wurde. Die Situation konnte wieder beruhigt werden, wozu auch die Festnahme von Mataafa Josefo beitrug. Dieser wurde Ende Juli von der Sperber nach Jaluit gebracht, wohin er verbannt worden war.

#### Dienst in Westafrika
Im November befand sich die Falke als Ablösung auf dem Marsch von Westafrika nach Samoa. Obwohl ursprünglich geplant war, dass die Sperber den Heimmarsch antreten sollte, tauschten beide Kreuzer das Stationsgebiet. Die Sperber trat am 6. November die Fahrt nach Kapstadt an, wo eine Werftüberholung durchgeführt wurde.
Am 28. Mai 1894 traf die Sperber vor der Mündung des Wuri in der Kolonie Kamerun ein. Dessen Barre konnte aufgrund des geringeren Tiefgangs im Vergleich zur Falke jederzeit passiert werden. Korvettenkapitän von Arnoldi übernahm die Geschäfte des Stationsältesten Seeoffiziers. Zur Westafrikanischen Station gehörten zu diesem Zeitpunkt neben der Sperber die Hyäne, der Gouvernementsdampfer Nachtigal und die nur noch als Hulk verwendete Cyclop. In den folgenden Monaten unternahm der Kreuzer mehrere Reisen im Stationsgebiet. Am 10. November brach die Sperber in Richtung Kapstadt auf, wo Reparaturen durchgeführt werden und die Besatzung einen Erholungsurlaub erhalten sollte. Die Fahrt wurde am Kreuzkap unterbrochen, wo ein steinerner Ersatz für die zwei Jahre zuvor durch die Falke geborgene portugiesische Wappensäule aufgestellt wurde. Das Original war nach Deutschland verbracht worden. Vom 5. Februar bis zum 20. März 1895 hielt sich das Schiff in Kapstadt auf und kreuzte anschließend wieder im Stationsgebiet.
Nach einem erneuten Reparaturaufenthalt in Kapstadt vom 17. bis 29. Februar 1896 lief die Sperber am 6. März Swakopmund an. Dort war es zu einem Aufstand unter den Ost-Herero und Khoikhoi gekommen, der durch die Schutztruppe sowie die ansässige deutsche Bevölkerung niedergeschlagen wurde. Das Landungskorps des Kreuzers wurde ebenfalls zur Sicherung der Hafenstadt herangezogen. Vom 23. März bis zum 9. April hielt sich das Schiff zur Erholung der Besatzung vor Mossamedes auf. Nach weiteren Fahrten im Stationsgebiet entlang der Kolonie Deutsch-Südwestafrikas trat die Sperber am 22. September die Heimreise an. Am 18. November erreichte das Schiff Kiel, wo es am 7. Dezember außer Dienst gestellt wurde. Vom Frühjahr bis zum August 1898 wurde der Kreuzer einer Grundüberholung unterzogen, fand jedoch vorerst keine weitere Verwendung.

### Zweiter Auslandsaufenthalt
Die Sperber wurde am 16. Dezember 1902 wieder in Dienst gestellt. Sie sollte die am selben Tag gebildete Ostamerikanische Kreuzerdivision verstärken, die im Zuge des Konflikts mit Venezuela militärisch gegen den südamerikanischen Staat vorzugehen hatte. Die Sperber verließ Kiel am 5. Januar 1903 und traf am 3. Februar in Willemstad mit der Vineta zusammen. Die Militäraktionen gegen Venezuela waren inzwischen jedoch beendet, weshalb der Kreuzer lediglich einige dortige Häfen besuchte. Bereits Ende Februar erhielt die Sperber den Befehl, nach Deutsch-Ostafrika zu wechseln. Die durch das Mittelmeer führende Reise trat das Schiff am 22. März an und erreichte Daressalam am 1. Juli. Nachdem der Kreuzer mehrere Häfen der deutschen Kolonie besucht hatte, verließ er bereits am 9. Oktober die Ostafrikanische Station wieder in Richtung Ostasien.
Die Sperber erreichte am 23. November Singapur und trat damit zum Ostasiengeschwader. Ihr Einsatzgebiet wurde zunächst der Jangtse. Am 15. Mai 1904 übernahm das Schiff in Schanghai das Flusskanonenboot Vaterland für die Kaiserliche Marine. Das Boot war in zerlegtem Zustand von der Schichau-Werft in Elbing nach Ostasien geliefert worden und wurde nach seinem dort erfolgten Zusammenbau auf dem Jangtse eingesetzt. Die Sperber besuchte in der Folgezeit mehrere chinesische Häfen und hielt sich von August bis Dezember zur Reparatur in Tsingtau, in der Kolonie Kiautschou, auf. Zu Beginn des Jahres 1905 bereiste der Kreuzer Südchina und erhielt dann den Befehl, nach Westafrika zu verlegen.
Die Sperber verließ am 24. April Tsingtau und erreichte am 26. Juli Duala. Dort wurde das Kanonenboot Habicht abgelöst. In den folgenden Jahren übernahm das Schiff den Stationsdienst in den Kolonien Deutsch-Westafrikas. Dabei wurden regelmäßig verschiedene Häfen angelaufen, um die deutschen Interessen zu vertreten. Anlässlich der Eröffnung der Bahnstrecke Lomé–Kpalimé in der Kolonie Togo hielt sich die Sperber am 27. Januar 1907 in Lome auf. In den Jahren 1908 und 1909 nahm der Kreuzer eine Neuvermessung der Küste Togos vor. Im Februar 1909 wurden die Ruinen der durch Brandenburg erbauten kolonialen Festung Groß Friedrichsburg besucht. Darüber hinaus erfolgten weitere Vermessungsarbeiten an den Küsten der Kolonien Kamerun und Deutsch-Südwestafrika.
Am 6. März 1910 erhielt die Sperber den Befehl, die Bussard als Stationsschiff in Deutsch-Ostafrika abzulösen. Am 15. April konnte die Besatzung des Schiffs, das sich auf dem Weg in sein neues Stationsgebiet befand, beim Löschen eines Großbrandes in Lüderitz helfen. Am 30. Mai erreichte der Kreuzer Ostafrika und nahm den dortigen Stationsdienst auf. Vom 26. Oktober bis zum 3. Dezember wurden in Kapstadt Reparaturen durchgeführt. Während dieser Zeit wurde Korvettenkapitän Reinhold Schmidt mit einem Teil seines Stabes zur Eröffnung des Parlamentes der am 31. Mai entstandenen Südafrikanischen Union eingeladen. Die Sperber, seit dem 6. März 1911 als Kanonenboot klassifiziert, erhielt im Frühjahr 1911 den Heimreisebefehl und verließ am 10. April ihr Stationsgebiet. Am 29. Juni erreichte das Schiff Wilhelmshaven, wo es am 6. Juli letztmals außer Dienst gestellt wurde.

## Verbleib
Die Sperber wurde am 16. März 1912 aus der Liste der Kriegsschiffe gestrichen. Der Rumpf wurde noch bis 1918 als Scheibenhulk verwendet. Am 7. August 1920 wurde das Schiff nach Cuxhaven verkauft und zwei Jahre später in Hamburg-Moorburg abgewrackt.
Als Ersatz für die Sperber wurde der 1909 vom Stapel gelaufene Kleine Kreuzer Augsburg gebaut.

## Kommandanten
| 2. April bis 7. Juni 1889         | Kapitänleutnant / Korvettenkapitän August Carl Thiele |
| 20. August 1889 bis November 1891 | Korvettenkapitän Max Foss                             |
| November 1891 bis Mai 1893        | Korvettenkapitän Louis Fischer                        |
| Mai 1893 bis Oktober 1894         | Korvettenkapitän Paul von Arnoldi                     |
| Oktober 1894 bis Oktober 1895     | Korvettenkapitän Heinrich Walther                     |
| Oktober 1895 bis 7. Dezember 1896 | Korvettenkapitän Wilhelm Reincke                      |
| 16. Dezember 1902 bis Juni 1904   | Korvettenkapitän Otto Weniger                         |
| Juni 1904 bis November 1905       | Korvettenkapitän Karl Oxé                             |
| November 1905 bis Oktober 1906    | Korvettenkapitän Wilhelm Bertram                      |
| Oktober 1906 bis August 1907      | Korvettenkapitän Ludolf von Usslar                    |
| August 1907 bis November 1908     | Korvettenkapitän Friedrich Pohl                       |
| November 1908 bis November 1909   | Korvettenkapitän / Fregattenkapitän Johannes Redlich  |
| November 1909 bis August 1910     | Korvettenkapitän Otto Fielitz                         |
| August 1910 bis 6. Juli 1911      | Korvettenkapitän Reinhold Schmidt                     |